# Awa pit
Pour les articles homonymes, voir Awa.
L'awa pit (ou cuaiquer, cuayquer, kwaiker, coayquer) est une langue barbacoane parlée dans le Sud-Ouest de la Colombie et le Nord-Ouest de l'Équateur

## Une langue en danger
La langue est celle des Awá, dont le nombre est estimé entre 5 000 et 20 000 personnes. L'incertitude des chiffres s'explique par le fait que les Awas vivent sur les pentes occidentales des Andes, des régions difficilement accessibles. Ce peuple est aussi connu pour vouloir garder secrète sa culture. Malgré cela, la langue n'est sans doute plus parlée que par 5 à 10 % de la population. Les chiffres fournis sur le nombre de locuteurs sont donc souvent erronés.

## Classification
L'awa pit, avec le guambiano et le totoró, constituent la branche septentrionale de la famille des langues barbacoanes.

## Écriture
| Majuscules | A | Ã | Ch | E | Ẽ  | I | Ĩ | Ih | Ɨ  | Ɨ̃ | Ɨh | J | K | L  | M | N |
| Minuscules | a | ã | ch | e | ẽ  | i | ĩ | ih | ɨ  | ɨ̃ | ɨh | j | k | l  | m | n |
|            |   |   |    |   |    |   |   |    |    |   |    |   |   |    |   |   |
| Majuscules | Ñ | P | R  | S | Sh | T | U | Ũ  | Uh | V | W  | Y | Z | Zh | Ꞌ |   |
| Minuscules | ñ | p | r  | s | sh | t | u | ũ  | uh | v | w  | y | z | zh | ꞌ |   |

http://www.lenguasdecolombia.gov.co/sites/lenguasdecolombia.gov.co/files/awapit_0.pdf

## Phonologie
Les tableaux présentent les phonèmes de l'awa pit.

### Voyelles
|         | Antérieure | Centrale | Postérieure |
| ------- | ---------- | -------- | ----------- |
| Fermée  | i [i]      | ɨ [ɨ]    | u [u]       |
| Ouverte |            | a [a]    |             |

### Consonnes
|               |               | Bilabiale | Dentale | Latérale | Palatale | Vélaire |
| ------------- | ------------- | --------- | ------- | -------- | -------- | ------- |
| Occlusives    | Occlusives    | p [p]     | t [t]   |          |          | k [k]   |
| Fricatives    | Sourdes       |           | s [s]   | ɫ [ɫ]    | š [ʃ]    |         |
| Fricatives    | Sonores       |           | z [z]   |          | ž [ʒ]    |         |
| Nasales       | Nasales       | m [m]     | n [n]   |          |          | ŋ [ŋ]   |
| Liquides      | Liquides      |           |         | l [l]    |          |         |
| Semi-voyelles | Semi-voyelles | w [w]     |         |          | j [j]    |         |